# Veronica Ballestrini
Veronica Jean Ballestrini (New London, 29 ottobre 1991) è una cantante e musicista statunitense.

## Biografia
Nata a New London e cresciuta a Waterford, è figlia di immigrati italiani. Si interessa alla musica country verso l'età di undici anni, quando i genitori la portano a un concerto di Dolly Parton. A 14 anni comincia ad esibirsi in vari contest nel Connecticut, vincendo, nel novembre 2006, l'USA World Showcase a Las Vegas, cantando la sua canzone Daddy. Nel 2009 fonda la Timbob Records, e attraverso questa pubblica il suo album di debutto What I'm All About, prodotto da Cliff Downs.
Nella primavera del tour 2013 partecipa al tour acustico del fidanzato John Vesely (meglio conosciuto come Secondhand Serenade) e realizza con lui due canzoni: La La Love e Heart Stops (By the Way), che faranno parte di Undefeated, il nuovo album del cantautore. Successivamente registra anche un altro duetto con Vesely, Nothing Left to Say, anch'esso inserito in Undefeated. Partecipa inoltre alla cover di Say Something degli A Great Big World realizzata da Vesely e pubblicata nel febbraio 2014 con un video ufficiale.
Il 27 giugno 2014 Veronica pubblica il suo secondo album in studio, Flip Side.
Nel 2015 vengono annunciate le sue prossime nozze con John Vesely, avvenute nell'aprile 2017. Proprio con Vesely forma, nel novembre dello stesso anno, il duo country The Rebel Roads.

## Discografia

### Album in studio
- 2009 – What I'm All About
- 2014 – Flip Side

### Singoli
- 2009 – Amazing
- 2009 – Out There Somewhere
- 2010 – Don't Say
- 2011 – Storm Inside of You
- 2011 – Temporary Fix
- 2012 – Don't Give Up on Me
- 2014 – Be My Reason
- 2014 – Guys Like You
- 2014 – Cookies and Cream